# Harald Akselsson
Harald Akselsson, född 14 oktober 1881, död 4 december 1917, var en svensk präst. Han var bror till Lars Akselsson.

## Biografi
Akselson var son till överbibliotekarien Aksel Andersson och blev sekreterare för det kyrkliga ungdomsarbetet i Svenska kyrkans diakonistyrelse 1912 och kyrkoadjunkt i Göteborg 1917. Han var en av de ledande inom den uppsaliensiska ungkyrkorörelsen.